# دیانرا چتچونگ
دیانرا چتچونگ (فرانسوی: Diandra Tchatchouang‎؛ زادهٔ ۱۴ ژوئن ۱۹۹۱) بازیکن بسکتبال اهل فرانسه است.
وی در مسابقات کشوری و بین‌المللی در مجموع برندهٔ ۴ مدال نقره، ۱ مدال برنز شده‌است.